# 보호베

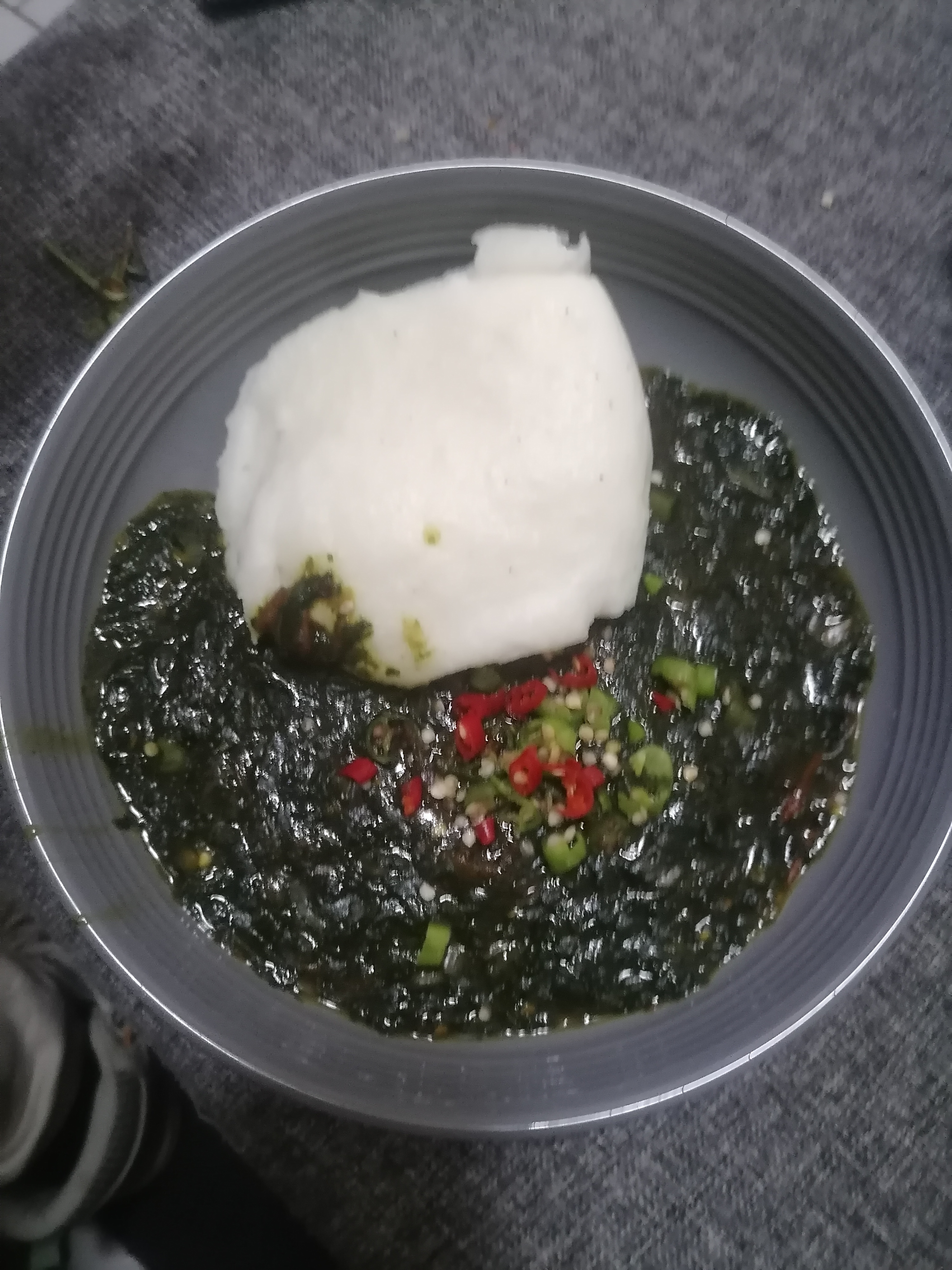
보호베와 델렐레

보호베(츠와나어: bogobe, 소토어: bohobe)는 보츠와나와 레소토를 비롯한 남아프리카 지역의 전통 음식이다. 발효 포리지 또는 스왈로로, 옥수수가루나 밀가루, 수수가루 등으로 만든다. 멜론을 넣은 보호베 즈와 레로체가 유명하다. 수수가루로 만든 것은 보호베 즈와 로갈라라고 부른다.

## 사진

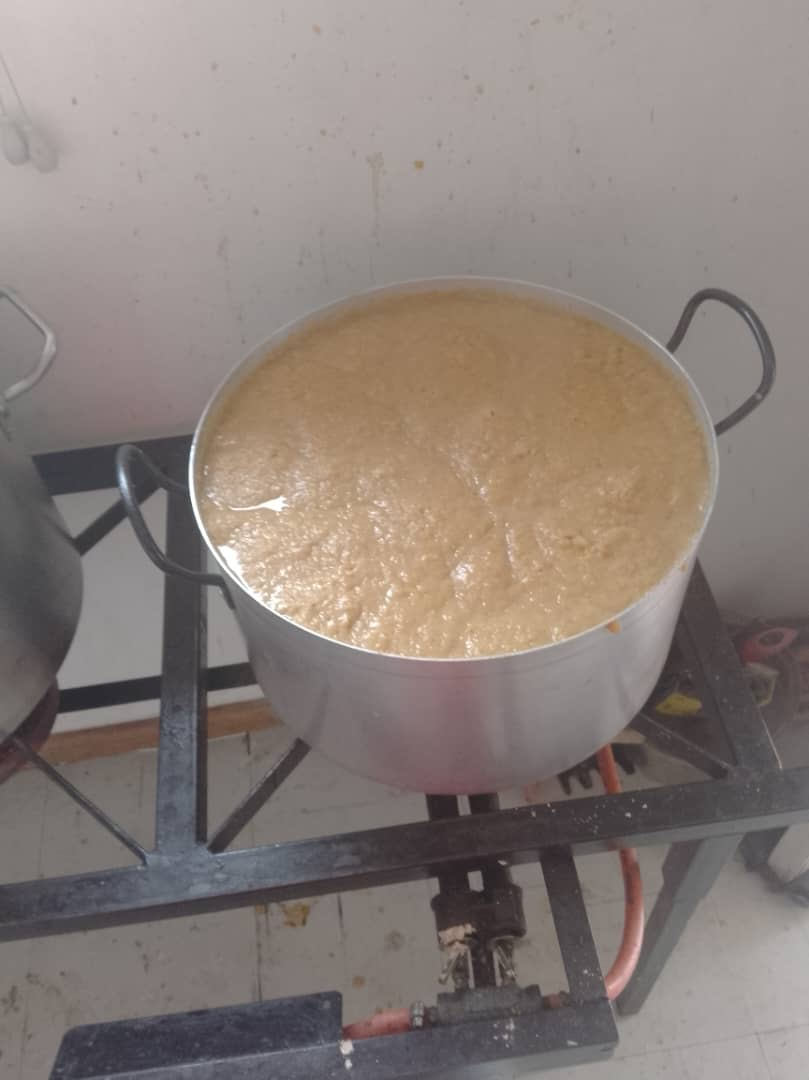
보호베 즈와 레로체

## 같이 보기
- 사자
- 팝